# 돼지해 선거
돼지해 선거(일본어: 亥年選挙 이도시센쿄[*])는 일본에서 12년에 한 번씩 돼지해에 참의원 의원 통상선거와 통일지방선거가 겹치는 것을 말한다. 이 돼지해에 실시되는 참의원 선거마다 자유민주당이 원하는 결과를 얻지 못하고 고전하는 상황이 반복되자 1984년 아사히 신문 기자였던 이시카와 마스미가 처음으로 이 단어를 사용하였다.

## 개요
돼지해는 참의원 선거와 통일지방선거가 동시에 치러지는 해이다. 1947년 제1회 참의원 의원 통상선거와 제1회 통일지방선거가 같은 해에 실시된 이후 지방 선거는 4년에 한 번, 참의원 선거는 3년에 한 번씩 치러지고 있다. 따라서 4와 3의 최소공배수인 12년마다 봄에는 통일지방선거가 치러지고, 여름에는 참의원 선거가 실시되는 일이 반복되고 있으며, 또 12년에 한 번씩이기 때문에 12간지의 하나인 돼지해에만 두 선거가 겹치게 된다. 그래서 "돼지해 선거"라고 부르게 된 것이다.
이시카와 마스미는 돼지해의 참의원 선거 때는 자민당이 고전하게 된다는 "돼지해 현상"을 처음으로 주장했다. 이시카와는 이러한 현상이 발생하는 이유로 지방자치단체장 및 지방의회 의원 등의 지방 정치인들은 자신들의 당락이 걸린 통일지방선거에 전력을 다할 수 밖에 없는데, 일정상 봄에 치러지는 지방 선거가 참의원 선거보다 몇 개월 앞서 치러지므로 이 지방 선거에 집중하느라 자연스럽게 여름에 치러지는 참의원 선거를 위해 당을 지원하는 역할에는 소홀할 수 밖에 없게 된다. 그런데 자민당은 다른 정당과는 달리 선거 운동을 할 때 당 지도부 및 국회의원 등 중앙의 정치인들이 나서기 보다는 자당 소속 지방자치단체장 및 지방의회 의원 등의 지방 정치인을 활용하는 경향이 강하고 이들의 밑바닥 지원을 바탕으로 각 지역의 보수층 유권자를 결집시켜 선거를 치르기 때문에, 위와 같은 상황에서 밑바닥 지방 정치인들의 지원이 부족해지게 되면 자연스럽게 보수층 유권자의 결집이 약화되어 투표율이 떨어지기 때문에 자민당이 참의원 선거에서 고전을 면치 못하는 것이라고 설명했다.
또한 이 같은 이유 때문에 자민당과는 반대로 전국적인 조직력을 가지고 밑바닥까지 당 지도부가 선거 운동을 진두지휘할 수 있는 체계가 갖추어져 있는 공명당이나 일본공산당은 비교적 큰 노력을 들이지 않고도 좋은 결과를 얻는 경향이 있다고도 설명했다.
1947년 일본국 헌법 시행 이후의 돼지해로는 1947년, 1959년, 1971년, 1983년, 1995년, 2007년, 2019년이 있다.
이시카와의 주장대로 1995년까지 5차례 있었던 돼지해 참의원 선거에서는 직전 참의원 선거 또는 직후 참의원 선거보다 투표율이 낮아지는 현상이 나타났지만 유일하게 2007년에는 직전 선거인 2004년보다 투표율이 올라갔다.
또한 지금까지의 돼지해 참의원 선거 중 자민당이 가장 고전했던 선거는 2007년 제21회 참의원 의원 통상선거로, 여기서 전체 121석의 개선 의석 중 오자와 이치로가 대표였던 민주당이 절반에 육박하는 60석을 가져가는 승리를 거두고 아베 신조가 총재였던 자민당은 37석 밖에 얻지 못하는 참패를 당해 아베 신조의 첫 번째 집권 시기인 2006년~2007년의 제1차 아베 내각이 붕괴되는 결정적 원인이 되기도 했다.

## 비판
홋카이도 대학 교수이자 정치학자인 아라키 도시오가 1990년에 이러한 이시카와의 주장을 비판하는 논문을 발표했다. 아라키는 이시카와의 주장은 도시화에 따라 정치 의식 수준이 높은 야당 지지자들이 도시에 많이 분포하고 있고 자민당은 농촌 지역을 기반으로 하고 있기 때문에 돼지해 참의원 선거 때 지방 정치인의 지원이 떨어지면 농촌 보수층 유권자의 투표율이 감소한다는 논리에 기반하고 있다고 설명하면서, 1970년대 이후의 선거에서 자민당의 득표율 상하 변동이 돼지해와는 큰 관련이 없었다는 점, 참의원 선거에서 도시 유권자가 많은 지역구의 자민당 득표율과 지방 선거에서 도시 지역의 단체장이나 의회 선거의 자민당 득표율 사이에 상관 관계가 없다는 점을 지적했다. 또한 "돼지해 현상설"은 자민당 지지층이 선거에 관심이 있다면 무조건 투표장에 나온다는 "사회동원론"을 배경으로 하고 있으며 가치 의식의 변화, 지방 선거에서 부각된 여러 쟁점들의 영향, 버퍼 플레이어(buffer player) 효과 등의 업적 평가성 투표 행동을 자민당 지지층은 하지 않는다는 것을 전제로 하고 있는 설이라며 비판적 입장을 취하고 있다.

## 같이 보기
- 참의원 의원 통상선거
- 1구 현상
- 호랑이해 현상